# Danske Regioner
Danske Regioner er interesse- og arbejdsgiverorganisation for de fem regioner i Danmark.
Danske Regioner har en politisk valgt bestyrelse på normalt 17 medlemmer. Bestyrelsen nyvælges efter hvert regionsrådsvalg. Partierne som deltog i valget, tildeles et antal pladser i bestyrelsen i forhold til partiets antal stemmer ved valget, hvorefter hvert parti udpeger deres medlemmer af bestyrelsen. Partier som har regionsrådsformænd, skal udpege disse først. Hvis noget parti har flere regionsrådsformænd end pladser i Danske Regioners bestyrelse, indtræder disse regionsrådsformænd også i bestyrelsen foruden de øvrige 17 valgte medlemmer.
Den administrerende direktør er fra 1. april 2012 Adam Wolf.
Selv om strukturreformen nedlagde amterne og oprettede regionerne er Danske Regioner en fortsættelse af Amtsrådsforeningen (forkortet ARF) der var interesse- og arbejdsgiverorganisation for de 13 danske amter, samt Bornholms Regionskommune. ARF's sidste formand var amtsborgmester i Roskilde Kristian Ebbensgaard (V).
Danske Regioner har til huse på Østerbro i København, og har desuden et kontor i Bruxelles.

## Bestyrelse
Danske Regioners nuværende bestyrelse efter regionsrådvalget 2021 består af:
- Formand: Anders Kühnau, regionsrådsformand i Region Midtjylland (A)
- 1. næstformand: Stephanie Lose, regionsrådsformand i Region Syddanmark (V)
- 2. næstformand: Lars Gaardhøj, regionsrådsformand i Region Hovedstaden (A)
- Formand for Løn- og Praksisudvalget: Heino Knudsen, regionsrådsformand i Region Sjælland (A)
- Ulla Astman, Region Nordjylland (A)
- Mette With Hagensen, Region Syddanmark (A)
- Trine Birk Andersen, Region Sjælland (A)
- Formand for Miljø- og Klimaudvalget: Mads Duedahl, regionsrådsformand i Region Nordjylland (V)
- Martin Geertsen, Region Hovedstaden (V)
- Jacob Jensen, Region Sjælland (V)
- Formand for Udvalget for Regional Udvikling og EU: Anders G. Christensen, Region Midtjylland (V)
- Formand for Udvalget for det Nære Sundhedsvæsen: Christoffer Buster Reinhardt, Region Hovedstaden (C)
- Per Larsen, Region Nordjylland (C)
- Martin Jakobsen, Region Midtjylland (C)
- Formand for Sundhedsudvalget: Karin Friis Bach, Region Hovedstaden (B)
- Peter Westermann, Region Hovedstaden (F)
- Tormod Olsen, Region Hovedstaden (Ø)

## Ekstern henvisning
- Danske Regioners hjemmeside